# Оррингтон (Мен)
Оррингтон (англ. Orrington) — місто (англ. town) в США, в окрузі Пенобскот штату Мен. Населення — 3812 особи (2020).

## Демографія
Згідно з переписом 2010 року, у місті мешкали 3733 особи в 1478 домогосподарствах у складі 1068 родин. Було 1612 помешкання
Расовий склад населення:
| - 98,2 % — білих - 0,6 % — азіатів - 0,4 % — корінних американців - 0,2 % — чорних або афроамериканців |

До двох чи більше рас належало 0,5 %. Частка іспаномовних становила 0,9 % від усіх жителів.
За віковим діапазоном населення розподілялося таким чином: 21,9 % — особи молодші 18 років, 64,6 % — особи у віці 18—64 років, 13,5 % — особи у віці 65 років та старші. Медіана віку мешканця становила 43,5 року. На 100 осіб жіночої статі у місті припадало 98,4 чоловіків;  на 100 жінок у віці від 18 років та старших — 93,2 чоловіків також старших 18 років.
Середній дохід на одне домашнє господарство  становив 70 187 доларів США (медіана — 57 127), а середній дохід на одну сім'ю — 86 535 доларів (медіана — 76 824). Медіана доходів становила 59 111 долар для чоловіків та 46 658 доларів для жінок. За межею бідності перебувало 8,7 % осіб, у тому числі 12,6 % дітей у віці до 18 років та 3,7 % осіб у віці 65 років та старших.
Цивільне працевлаштоване населення становило 1762 особи. Основні галузі зайнятості: освіта, охорона здоров'я та соціальна допомога — 43,1 %, роздрібна торгівля — 13,5 %, будівництво — 6,9 %, мистецтво, розваги та відпочинок — 6,8 %.